# Joseph Somers
Pour les articles homonymes, voir Somers.
Joseph Somers (né le 29 mai 1917 à Wommelghem et mort le 25 mai 1966 à Anvers) est un coureur cycliste belge. Professionnel de 1936 à 1950, il a notamment remporté Bordeaux-Paris en 1937 et 1947, le Grand Prix des Nations en 1943 et le Tour de Belgique en 1939.

## Palmarès
- 1935
  - 2e de la Coupe Sels
- 1936
  - 5e étape du Tour de l'Ouest
  - 2e de Gand-Wevelgem
  - 3e du championnat de Belgique sur route indépendants
  - 3e de Bruxelles-Hozemont
- 1937
  - Bordeaux-Paris
  - 4e étape du Tour de Belgique
  - 3e de Paris-Rennes
  - 7e de Liège-Bastogne-Liège
- 1938
  - 4ea étape du Tour de Belgique (contre-la-montre)
- 1939
  - 1re étape du Tour de Luxembourg
  - Tour de Belgique :
    - Classement général
    - 4ea (contre-la-montre), 4eb et 5e étapes

  - 6e et 7e étapes du Tour de Suisse
  - 6e de Liège-Bastogne-Liège
- 1941
  - Trois villes sœurs
  - 9e du Tour des Flandres
- 1942
  - 3e du championnat de Belgique de cyclo-cross
- 1943
  - Grand Prix de Belgique
  - Grand Prix des Nations
  - 2e du Critérium des As
  - 3e du championnat de Belgique de cyclo-cross
  - 6e de Liège-Bastogne-Liège
- 1944
  - Grand Prix de Wallonie
  - 2e du Circuit de Belgique
- 1945
  - 1re étape d'À travers la Belgique
  - Bruxelles-Saint-Trond
  - 3e du Grand Prix François-Faber
- 1946
  - Circuit des Ardennes flamandes - Ichtegem
  - 2e de Bordeaux-Paris
  - 4e de Liège-Bastogne-Liège
- 1947
  - Bordeaux-Paris
- 1950
  - 3e de Bordeaux-Paris